# École nationale supérieure de chimie de Paris
La École nationale supérieure de chimie de Paris (también conocida como Chimie ParisTech) es una escuela de química de Francia. 
Está ubicado en París, campus PSL Research University. También es miembro del ParisTech y de la conferencia de grandes écoles. Forma principalmente ingenieros químicos de muy alto nivel, destinados principalmente para el empleo en las empresas.

## Diplomado Chimie ParisTech
En Francia, para llegar a ser ingeniero, se puede seguir la fórmula "dos más tres", que está compuesta de dos años de estudio de alto nivel científico (las clases preparatorias) y tres años científico-técnicos en una de las Grandes Ecoles de ingenieros. El acceso a estas se realiza, al final de las clases preparatorias, a través de un concurso muy selectivo. 
- Master Ingénieur Chimie ParisTech
- Master of Science & PhD Doctorado

## Tesis doctoral Chimie ParisTech - PSL Research University
Laboratorio y Doctorados de investigación
- Instituto de Investigación Química de París,
- Instituto de Investigación y Desarrollo de Energía Fotovoltaica
- Unidad de Tecnologías Químicas y Biológicas para la Salud (UTCBS).

## Antiguos profesores y alumnos notables
- Alain Fuchs, profesor de química, especializado en simulaciones moleculares[3]
- Pedro Nel Ospina, Presidente de Colombia 1922-1926.